# 假聲男高音

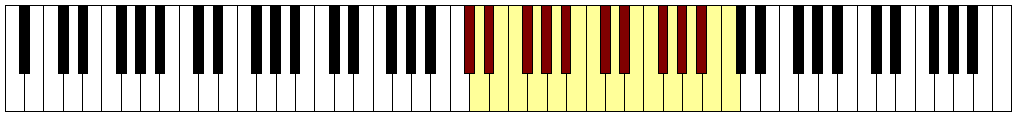
女高音

女低音

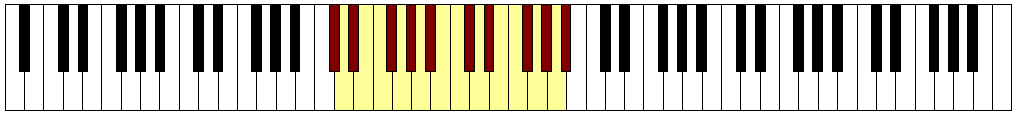
男高音

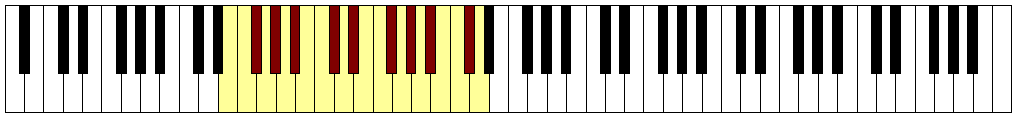
男低音

假聲男高音（Countertenor、contre-ténor、contreténor）是一種假聲男聲，音域約相當於女低音或次女高音。20世纪下半叶，在阿尔弗雷德·德勒和拉塞尔·奥伯林等人的影響下，假聲男高音得到极大的关注和並且再次重新流行起來。